# Secrétariat à la Défense nationale du Mexique
Le secrétariat à la Défense nationale du Mexique est l'un des membres du cabinet présidentiel du Mexique, abrégé « sedena ».

## Fonctions
Depuis la Loi fédérale sur l'administration publique du Mexique (Ley Orgánica de la Administración Pública Federal), le secrétaire exerce les charges suivantes :
- Organiser, administrer et préparer l'Armée et la Force aérienne.
- Organiser et préparer le service militaire national.
- Diriger l'Armée, la Force aérienne, la Garde nationale et les contingents armés qui ne font pas partie de la Garde nationale de l'État.
- Planifier, diriger et contrôler la mobilisation du pays en cas de guerre ; formuler et exécuter, en temps utile, des plans et les ordres nécessaires à la défense du pays, ainsi que la direction et le conseil de la défense civile.
- Construire et préparer les forts et toutes les constructions militaires pour les besoins de l'Armée et de la Force aérienne, ainsi que l'administration de casernes, des hôpitaux et des autres bâtiments militaires.
- Administrer la justice militaire.
- Acquérir et fabriquer armements, munitions, et tous matériels et éléments nécessaires à l'Armée et à la Force aérienne.
- Accorder l'autorisation à une force expéditionnaire d'entrer dans un autre pays ou autoriser un autre pays à envoyer des troupes au Mexique.
- Gérer et accorder les autorisations de port d'armes à feu dans le but de prévenir l'utilisation d'armes expressément interdites de par la loi et également des types d'armes dont l'usage est strictement réservé, par l'État, à l'Armée, la Marine et la Garde nationale, à l'exception de ce qui est établi par la 13e section de l'article 30 de la Constitution, ainsi que la supervision et la délivrance des permis de vente, transport et entreposage des armes à feu, armes chimiques, explosifs et armes stratégiques.

## Liste des secrétaires
| - Gouvernement Lázaro Cárdenas del Río - (1934-1935) : Pablo Quiroga - (1935-1936) : Andrés Figueroa - (1936-1939) : Manuel Ávila Camacho - (1939-1940) : Jesús Agustín Castro - Gouvernement Manuel Ávila Camacho - (1940-1942) : Pablo Macías Valenzuela - (1942-1945) : Lázaro Cárdenas del Río - (1945-1946) : Francisco L. Urquizo - Gouvernement Adolfo Ruiz Cortines - (1952-1958) : Matías Ramos - Gouvernement Adolfo López Mateos - (1958-1964) : Agustín Olachea - Gouvernement Gustavo Díaz Ordaz - (1964-1970) : Marcelino García Barragán - Gouvernement Luis Echeverría Álvarez - (1970-1976) : Hermenegildo Cuenca Díaz | - Gouvernement José López Portillo - (1976-1982) : Félix Galván López - Gouvernement Miguel de la Madrid Hurtado - (1982-1988) : Juan Arévalo Gardoqui - Gouvernement Carlos Salinas de Gortari - (1988-1994) : Antonio Riviello Bazán - Gouvernement Ernesto Zedillo Ponce de León - (1994-2000) : Enrique Cervantes Aguirre - Gouvernement Vicente Fox - (2000-2006) : Gerardo Clemente Ricardo Vega García - Gouvernement Felipe Calderón - (2006-2012) : Guillermo Galván Galván - Gouvernement Enrique Peña Nieto - (2012-2018) : Salvador Cienfuegos Zepeda - Gouvernement Andrés Manuel López Obrador - (2018-2024) : Luis Cresencio Sandoval - Gouvernement Claudia Sheinbaum - (Depuis 2024) : Ricardo Trevilla Trejo |